# Paul Kuusberg
Paul Kuusberg (* 30. April 1916 in Tallinn; † 21. Januar 2003 ebenda) war ein estnischer Schriftsteller.

## Leben
Paul Kuusberg wurde als Sohn eines Bauarbeiters in Tallinn geboren. Er war zunächst selbst im Bauwesen tätig. 1942 bis 1946 war er als Redakteur der Zeitung des estnischen Schützenkorps der Roten Armee, Tasuja, aktiv. Nach dem Krieg absolvierte er in Moskau die Parteischule der KPdSU, deren Mitglied er war.
Von 1957 bis 1960 und von 1968 bis 1976 war er Chefredakteur der estnischen Kulturzeitschrift Looming und des kommunistischen Blattes Rahva Hääl. Von 1960 bis 1983 war er mit Unterbrechungen Vorsitzender des Schriftstellerverbandes der Estnischen Sozialistischen Sowjetrepublik. 1976 und 1984 wurde ihm der Leninorden verliehen. Er war der einzige estnische Schriftsteller, dem die sowjetische Goldmedaille als Held der sozialistischen Arbeit zuerkannt wurde. Kuusberg setzte sich jedoch trotz seiner kommunistischen Überzeugung für die literarische Freiheit der estnischen Schriftsteller von kommunistischer Gängelung ein.

## Literarisches Werk
Paul Kuusberg machte sich unter der sowjetischen Besetzung Estlands zunächst als Kulturideologe, Journalist und politischer Publizist einen Namen. Erst später fand er zu seiner eigentlichen schriftstellerischen Begabung. Das Erstlingswerk Müürid (1957) handelt von eigenen Lebenserfahrungen. Sein Durchbruch gelang ihm 1960/61 mit Enn Kalmu kaks mina, das das Schicksal der Esten beschreibt, die im Zweiten Weltkrieg auf sowjetischer Seite gekämpft haben. Meisterhafte Lebensbeschreibungen prägen Andres Lapeteuse juhtum (1963) und Südasuvel (1966, deutsch Bitterer Sommer 1973). Im Roman Vihmapiisad (1976, deutsch Regentropfen 1980) setzte er sich besonders mit den politischen Systemumbrüchen in Estland nach dem Zweiten Weltkrieg auseinander. Für die beiden Novellen Roostetanud kastekann (1971) ja Võõras või õige mees (1978) erhielt er den nach Friedebert Tuglas benannten Literaturpreis. Weitere wichtige Werke sind Naeratus (1971), Üks öö (1972), Linnukesega (1977), Kes nad olid? (1986). Seine Werke wurden in über 30 Sprachen übersetzt.

## Auszeichnungen
- 1966 Verdienter Schriftsteller der ESSR
- 1971 Friedebert-Tuglas-Novellenpreis
- 1972 Juhan-Smuul-Preis (Prosa)
- 1966 Volksschriftsteller der ESSR
- 1974 Juhan Smuul-Preis (Prosa)
- 1976 Juhan Smuul-Preis (Prosa)
- 1978 Friedebert-Tuglas-Novellenpreis

## Bibliographie
- Müürid ('Mauern'). Tallinn: Eesti Riiklik Kirjastus 1957. 460 S.
- Enn Kalmu kaks mina ('Die zwei Ichs des Enn Kalm'). Tallinn: Eesti Riiklik Kirjastus 1961. 294 S.
- Andres Lapeteuse juhtum ('Der Fall Andres Lapeteus'). Tallinn: Eesti Riiklik Kirjastus 1963. 236 S.
- Südasuvel ('Mitten im Sommer'). Tallinn: Eesti Raamat 1966. 327 S.
- Naeratus. Jutustusi ('Das Lächeln. Erzählungen'). Tallinn: Eesti Raamat 1971. 166 S.
- Vabaduse puiestee ('Freiheitsallee'). Tallinn: Eesti Raamat 1971. 166 S.
- Üks öö ('Eine Nacht'). Tallinn: Eesti Raamat 1972. 230 S.
- Vihmapiisad ('Regentropfen'). Tallinn: Eesti Raamat 1976. 230 S.
- Linnukesega ('Mit einem Häkchen'). Tallinn: Perioodika 1977. 79 S. (Looming Raamatukogu 44–45/1977)
- Meie kiisul kriimud silmad ('Unsere Katze hat gestreifte Augen'). Tallinn: Eesti Raamat 1980. 128 S.
- Habemik ('Der Bärtige'). Tallinn: Eesti Raamat 1985. 95 S.
- Kes ta oli? ('Wer war er?') Tallinn: Perioodika 1985. 52 S. (Loomingu Raamatukogu 22/1985)
- Kes nad olid? ('Wer waren sie?') Tallinn: Eesti Raamat 1986. 252 S.
- Tänan tähelepanu eest! ('Danke für die Aufmerksamkeit'). Tallinn: Eesti Raamat 1988. 211 S.
- Skandaal vanadekodus ('Skandal im Altersheim'). Tallinn: Eesti Raamat 1991. 229 S.
- Rõõmud ja pettumused ('Freuden und Enttäuschungen'). Tallinn: Kupar 1996. 290 S.

## Deutsche Übersetzungen
Paul Kuusberg ist im deutschen Sprachraum vergleichsweise gut vertreten, was sich nicht nur in zwei in der DDR übersetzten Romanen niederschlägt, sondern auch in Sekundärliteratur zum Autor. Die beiden Romane sind:
- Bitterer Sommer [Südasuvel]. Aus dem Russischen von Ingeborg Kolinko. Berlin: Verlag Volk und Welt 1973. 351 S. (²1973: Buchclub 65).

Der Roman ist in DDR-Zeitungen vielfach rezensiert worden und auch im westdeutschen Romanführer besprochen worden.
und
- Regentropfen [Vihmapiisad]. Aus dem Estnischen von Siegfried Behrsing. Berlin: Verlag Volk und Welt 1980. 345 S.

Ferner sind seine Erzählungen in diversen Anthologien erschienen.

## Sekundärliteratur
- Paul Kuusberg. Kirjanduse nimestik. Koost. V.Kabur. Tallinn: Eesti NSV Kultuuriministeerium, Fr.R.Kreutzwaldi nim. Eesti NSV Riiklik Raamatukogu 1976. 53 S.
- Nigol Andresen: Paul Kuusberg. Tallinn: Eesti Raamat 1976. 130 S.
- Leonid Terakopjan: Generation und Revolution. Bemerkungen zum Schaffen Paul Kuusbergs, in: Sowjetwissenschaft. Kunst und Literatur. Berlin. 4/1979, S. 379–403.
- Nina Worobjowa: Paul Kuusberg, in: Multinationale Literatur der Sowjetunion. 1945–1980. Einzeldarstellungen. Band. 2. Berlin: Verlag Volk und Wissen 1985, S. 149–157, 525.
- Anatoli Botscharow: Das Pathos und die Ironie des Paul Kuusberg, in: Sowjetliteratur 9/1985, S. 70–72.
- Olev Jõgi: Paul Kuusberg mujaltvaates, in: Looming 4/1986, S. 536–547.
- Pärt Lias: Paul Kuusberg ja nüüdisromaan, in: Keel ja Kirjandus 4/1986, S. 193–198.